# Amorpha canescens
Amorpha canescens là một loài thực vật có hoa trong họ Đậu. Loài này được Pursh miêu tả khoa học đầu tiên.

## Hình ảnh

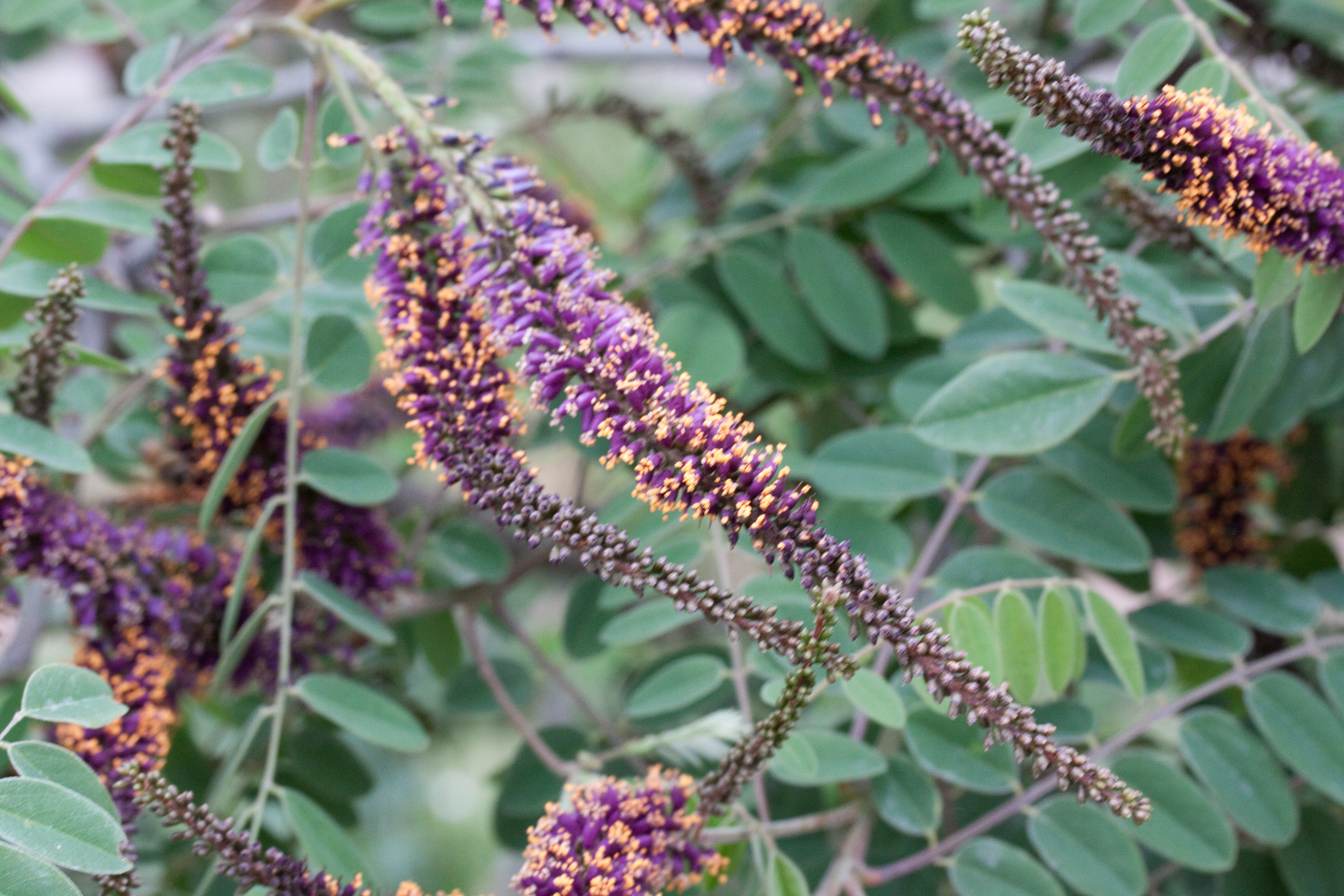
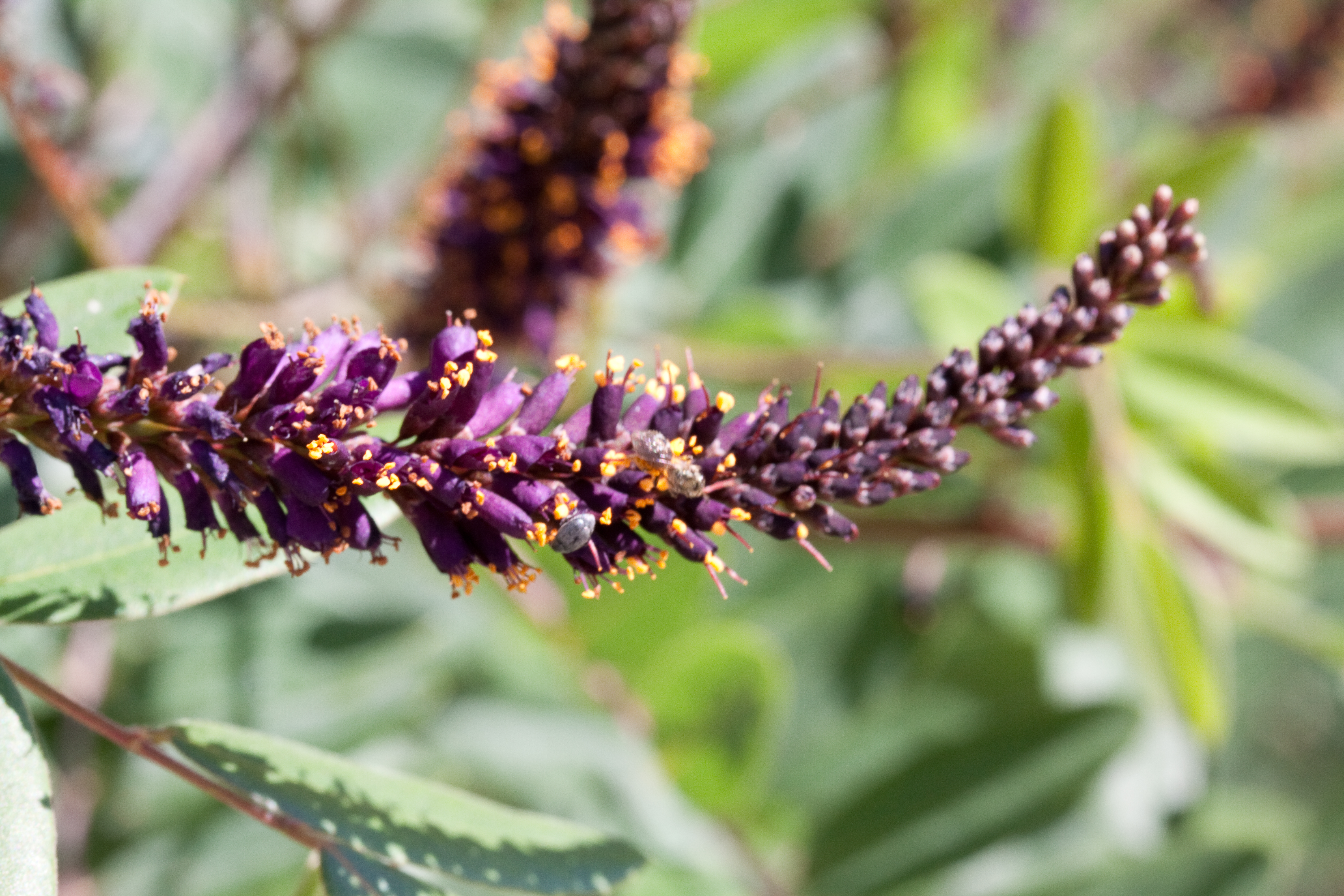
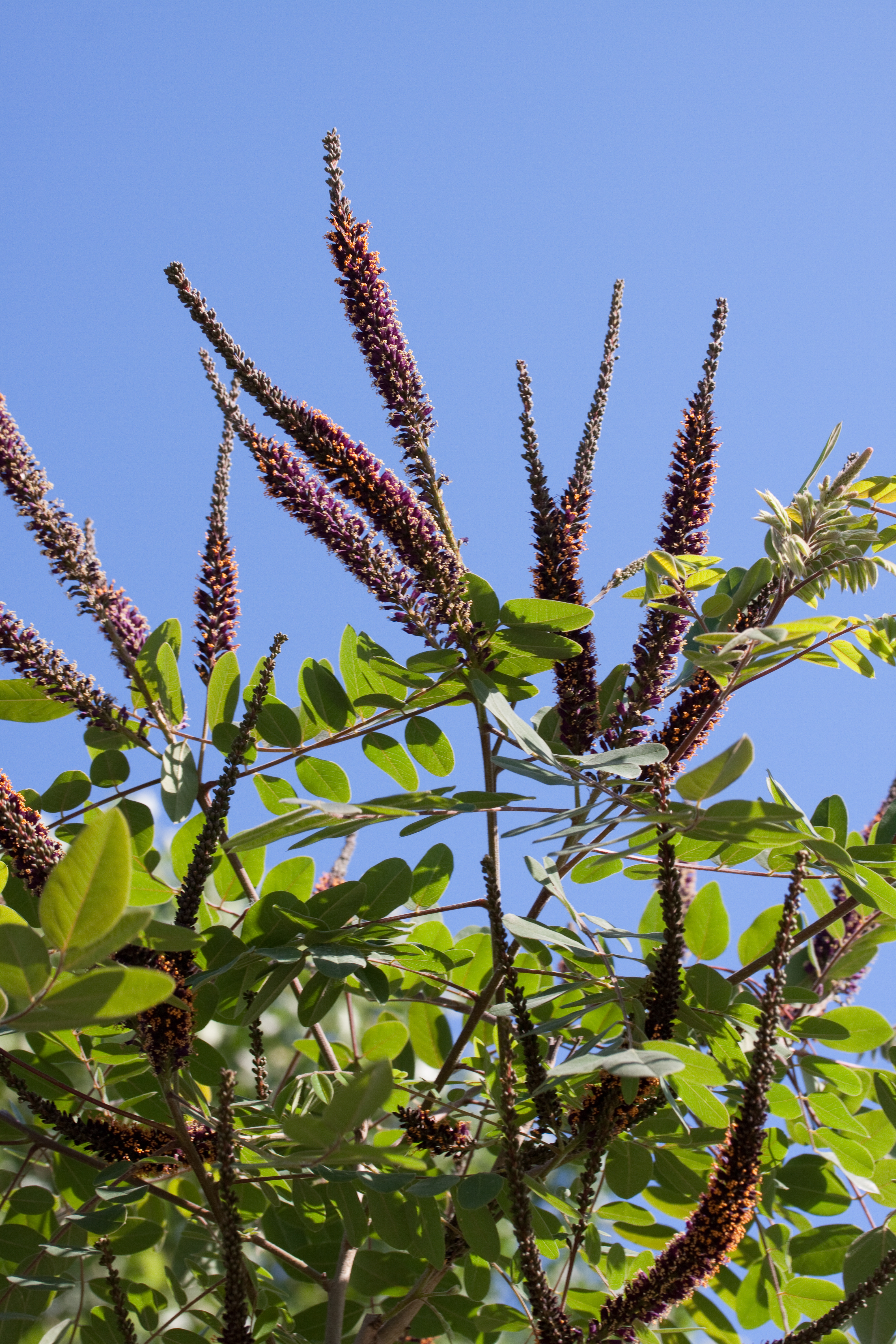
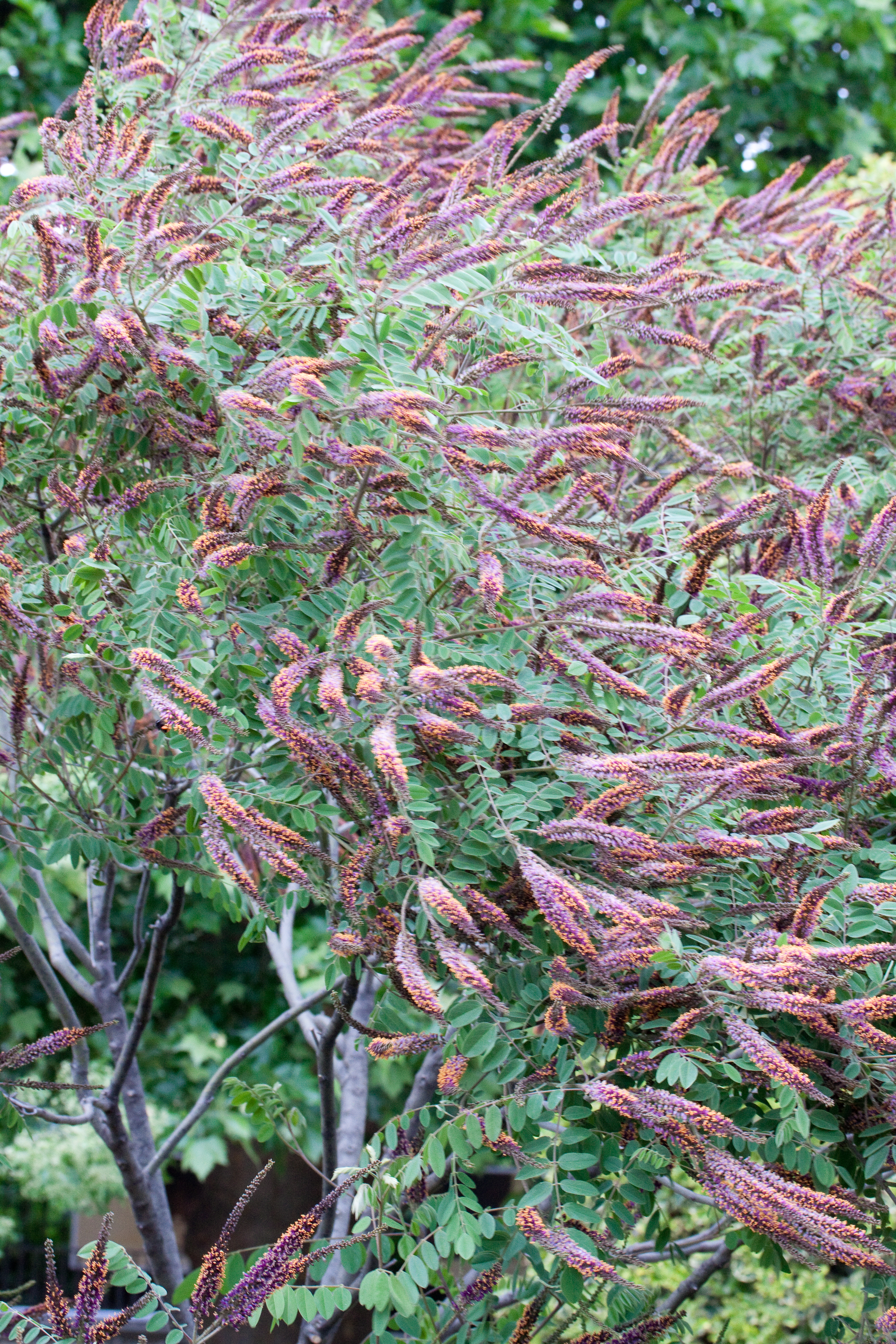